# Anna Meares
Anna Maree Devenish Meares (ur. 21 września 1983 w Blackwater) – australijska kolarka torowa, sześciokrotna medalistka olimpijska oraz wielokrotna medalistka mistrzostw świata.

## Kariera
Pierwszy sukces w karierze Anna Meares osiągnęła w 2001 roku, kiedy została mistrzynią świata juniorów w wyścigu na 500 m. Na igrzyskach Wspólnoty Narodów w Manchesterze w 2002 roku zdobyła brązowy medal w sprincie indywidualnym, a rok później, podczas mistrzostw świata w Stuttgarcie była druga w keirinie, ulegając tylko Rosjance Swietłanie Grankowskiej. Przez osiem kolejnych lat tylko na mistrzostwach świata w Manchesterze w 2008 roku nie zdobyła żadnego medalu. Meares wygrywała w wyścigu na 500 m podczas MŚ 2004, MŚ 2007, MŚ 2010 i MŚ 2012; w keirinie na MŚ 2011 i MŚ 2012; w sprincie drużynowym na MŚ 2009, MŚ 2010 i MŚ 2011 oraz sprincie indywidualnym na MŚ 2011. Najlepiej wypadła na mistrzostwach świata w Apeldoorn w 2011 roku, gdzie zdobyła trzy złote medale, jednak najwięcej medali zdobyła podczas MŚ 2007, MŚ 2010 i MŚ 2012 (po cztery). W 2014 roku wystąpiła na mistrzostwach świata w Cali, gdzie zdobyła srebrne medale w keirinie i wyścigu na 500 m.
Anna zdobyła także trzy medale olimpijskie. Pierwsze dwa wywalczyła na igrzyskach w Atenach w 2004 roku, gdzie najpierw zdobyła brąz w sprincie indywidualnym, plasując się za Kanadyjką Lori-Ann Muenzer i Rosjanką Tamiłłą Abasową. Następnie Australijka zwyciężyła w wyścigu na 500 m, bezpośrednio wyprzedzając Chinkę Jiang Yonghua i Białorusinkę Natallę Cylinską. Cztery lata później, podczas igrzysk w Pekinie zdobyła srebrny medal w sprincie indywidualnym, przegrywając jedynie z Victorią Pendleton z Wielkiej Brytanii, trzecie miejsce zajęła Chinka Guo Shuang. Na igrzyskach Wspólnoty Narodów w Manchesterze w 2002 roku Meares była trzecia w tej samej konkurencji. Na rozgrywanych w 2006 roku igrzyskach Wspólnoty Narodów w Melbourne po raz kolejny zdobyła srebro, a w wyścigu na 500 m była już najlepsza. W 2010 roku, podczas igrzysk Wspólnoty Narodów w Delhi Anna zwyciężyła w sprincie indywidualnym i drużynowym, a także w wyścigu na 500 m. Ponadto wielokrotnie zdobywała medale mistrzostw kraju, w tym 14 złotych.
Jej młodsza siostra, Kerrie Meares, również jest kolarką.